# Петрищев, Николай Иванович
Никола́й Ива́нович Петрищев (1783 год — не позже конца 1834 года) — генерал-майор, участник Отечественной войны 1812 года.

## Биография
Родился в 1783 году в дворянском роду Курской губернии.
Начал службу 18 мая 1801 года, определившись юнкером в Коллегию иностранных дел. Там он 19 августа 1805 года был произведён в переводчики, а в 1808 году переведён юнкером в Кавалергардский полк.
Получив 10 мая 1809 года чин корнета, Петрищев в 1812 году принял участие в Отечественной войне, был в сражениях под Витебском, под Смоленском, при Бородине (где за отличие получил орден Анны 4-й степени), под Тарутиным, Малым Ярославцем и Красным. В 1813 году он выступил за границу, 14 января получил чин поручика, а 20 февраля — штаб-ротмистра, сделав поход в Силезию и Саксонию; был под Лютценом, Бауценом, Бриенном, при Фер-Шампенуазе (где был ранен палашом выше брови левого глаза и где за отличие получил орден Владимира 4-й степени с бантом) и при взятии Парижа.
Назначенный 3 августа 1817 года старшим дививионным адъютантом 1-й кирасирской дивизии, он, всё время числясь в полку, получил 15 октября 1817 года чин ротмистра, а 28 февраля 1819 года — полковника и 28 октября того же года был назначен дежурным штаб-офицером 1-го резервного кавалерийского корпуса, а в 1822—1824 годах состоял по кавалерии. 29 марта 1825 года Петрищев был назначен командиром Псковского Кирасирского полка. По словам полкового историка, он чрезвычайно добросовестно относился к своим обязанностям, заботился о благоустройстве полка, отдавая ему всё своё жалованье, заботился о здоровье и обережении сил солдат и оставил по себе хорошую память, как добрый и гуманный человек.
6 декабря 1827 года Петрищев оставил Псковский полк, будучи назначен состоящим при начальнике 1-й Уланской дивизии с назначением в генерал-майоры. В 1829—1831 года он находился при начальнике 2-й Гусарской дивизии, а 9 марта 1831 года был уволен по болезни от службы и умер не позже конца 1834 года.

## Семья
Петрищев был женат на Надежде Фёдоровне Апраксиной (умерла в 1855 году), во втором браке бывшей замужем за графом Иваном Виттом.